# 阿拉瓜帕兹
阿拉瓜帕兹是巴西戈亚斯州的一个市镇。总面积2193.692平方公里，总人口7264人，人口密度3.3人/平方公里。